# Lucy von Weiher
Lucy von Weiher (* 1911; † 11. Dezember 1969) war eine deutsche Kunsthistorikerin. Sie war erste Leiterin des documenta archives.

## Leben und Wirken
1911 wurde Lucy von Weiher in Berlin geboren, wo sie 1929 die Reifeprüfung ablegte und daraufhin das Studium der Kunstgeschichte und Archäologie begann. Sie wechselte anschließend an die Universität Marburg und promovierte 1934 bei Wilhelm Pinder in München mit einer kunstgeschichtlichen Arbeit über den Innenraum in der holländischen Malerei des 17. Jahrhunderts.
In den folgenden Jahren war Lucy von Weiher als Kustodin beim Landeskonservator für Oberschlesien in Oppeln tätig, wo sie für die Inventarisierung von Kunstdenkmälern und deren Schutz gegen Kriegseinwirkungen verantwortlich war. Nachdem Oppeln unter sowjetische Besatzung geraten war, floh Lucy von weiher nach Groß-Beuthen. Nach Kriegsende war sie erneut in der Denkmalpflege aktiv; so arbeitete sie von 1946 bis 1948 als staatliche Denkmalpflegerin in Halle an der Saale.
Ab 1948 war Lucy von Weiher in Göttingen in der Kunstsammlung der Universität, sowie beim Städtischen Museum für zahlreiche Publikationen verantwortlich. Sie verwaltete die Kunstsammlung unter der Professur von Heinz Rudolf Rosemann, organisierte einen Großteil der Ausstellungen der Kunstsammlung und koordinierte das dortige Vermittlungsprogramm.
Im Rahmen ihrer Betreuung der Sammlung verantwortete Lucy von Weiher auch zahlreiche Neuanschaffungen, namentlich im Bereich der jüngeren Druckgrafik. So erweiterte sie das Kupferstichkabinett um etliche Arbeiten von Picasso, Leger, Baumeister und weiteren.
Darüber hinaus führte sie den Katalog von Wolfgang Stechow fort und arbeitete an einer Neuausgabe. Zwei Typoskripte sind im Archiv der Kunstsammlung Göttingen erhalten und dienten Gerd Unverfehrt als Vorlage für dessen Gemäldekatalog 1987.
Ihren Einsatz im Bereich der Denkmalpflege setzte Lucy von Weiher auch in Göttingen fort. So forschte sie mit einer Studierendengruppe zur Ruine der Burg Hardenberg und auch zum Altar der Jakobikirche Göttingen.
In Verbindung mit der Volkshochschule in Kassel initiierte sie Seminarkurse im Bereich der Erwachsenenbildung, in der sie sich vor allem der modernen und zeitgenössischen Kunst widmete.
Zum 1. Juni 1961 wurde Lucy von Weiher erste wissenschaftliche Leiterin des neugegründeten documenta archivs in Kassel. Arnold Bode wollte an ihrer Stelle den Kunsthistoriker Werner Haftmann, doch die Stadt Kassel entschied sich schließlich für Lucy von Weiher. Birgitta Coers, Leiterin des documenta archivs, bezeichnet dies als ein Novum in der traditionell männlich dominierten deutschsprachigen Archivlandschaft Bode war ihr und dem documenta archiv in der folgenden Zeit nicht wohlgesonnen und versuchte zeitweilig, die Verwendung des Namens documenta zu unterbinden.
Lucy von Weiher verstarb am 11. Dezember 1969 nach einem schweren und anhaltendem Leiden und wurde in Kassel beigesetzt.

## Veröffentlichungen
- Der Innenraum in der holländischen Malerei des 17. Jahrhunderts, Dissertation eingereicht am 28.6.1934 in München, Verlag Konrad Triltsch, Würzburg 1937.
- Denkmalpfleger im Neisser Lande, in: Heimatkalender im Neißegau, Jg. 4 (1938), Seite 108–112.
- Georg Pick †, in: Kunstchronik, Jg. 3 (1950), Heft 3, S. 57–58.[16]
- Verzeichnis der Bau- und Kunstdenkmäler von Nörten-Hardenberg, Kreis Northeim, Universitätsverlag Göttingen, Göttingen 1952.
- Alte Göttinger Altäre (und ihre Meister), Ausstellung im Städtischen Museum, Göttingen 1953.
- Albrecht Dürer und seine Zeitgenossen. Original-Graphik. Ausstellung vom 8.–22. Mai 1955 in der Oberschule Wolfsburg, Ausstellung veranstaltet vom Volkswagenwerk Wolfsburg, Wolfsburg 1955.
- Die Werke des Mittelalters bis zum Ende der Reformationszeit, Heft 1 der Führer durch die Abteilung Kirchliche Kunst des Städtischen Museums Göttingen, Göttingen 1957.
- Marc Chagall: Illustrationen zur Bibel, Ausstellungskatalog, Kunstsammlung der Universität Göttingen, Göttingen 1958.
- Kurzgefasster Katalog der Gemälde und Skulpturensammlung, Königliche Gemälde Galerie Mauritshuis, Den Haag, deutsche Bearbeitung, Den Haag 1960.
- Tischbein – Rembrandt. Zwei Handzeichnungen im Kupferstichkabinett der Universität Göttingen, in: Niederdeutsche Beiträge zur Kunstgeschichte (1961), S. 259–261.
- Funde zur Baugeschichte der St.-Jakobi-Kirche in Göttingen, in: Göttinger Jahrbuch (1961), 9, S. 51–54.
- Hans Pistorius, Ausstellung im Städtischen Museum Göttingen vom 16. September bis 11. November 1962, Ausstellungsheft, Göttingen 1962.
- Fritz Winter: Zum sechszigsten Geburtstag, Ausstellungskatalog mit Karl Heinz Gabler, Kunstverein Hannover, Hannover 1965.[17]

### Faltblätter
- Schmuck und Zier. Ornamentstiche aus drei Jahrhunderten, Sammlungsfaltblatt, Kunstsammlung der Universität Göttingen, Göttingen 1949.
- Handzeichnungen Raffaels, Sammlungsfaltblatt, Kunstsammlung der Universität Göttingen, Göttingen um 1950.
- Albrecht Dürer. Holzschnitte und Kupferstiche, Ausstellungsfaltblatt, geheftet, Kunstsammlung der Universität Göttingen, Göttingen wohl 1952.
- Max Beckmann. 1884–1950. Graphik, Ausstellungsfaltblatt, Kunstsammlung der Universität Göttingen, Göttingen 1960.
- Moderne Graphik. Erwerbungen 1950–1960, Sammlungsfaltblatt, Kunstsammlung der Universität Göttingen, Göttingen 1960.